# Sabine Busch
Sabine Busch (ur. 21 listopada 1962 w Erfurcie) – niemiecka lekkoatletka (z NRD), płotkarka i sprinterka.
Mistrzyni świata (Rzym 1987) i wicemistrzyni Europy (Stuttgart 1986) w (biegu na 400 m przez płotki). Dwukrotna mistrzyni świata (Helsinki 1983, Rzym 1987) i dwukrotna mistrzyni Europy (Ateny 1982, Stuttgart 1986) oraz brązowa medalistka olimpijska (Seul 1988) w sztafecie 4 × 400 m. Mistrzyni świata w hali (1987) oraz dwukrotna halowa mistrzyni Europy (1985, 1986) w biegu na 400 m. Rekordzistka świata w biegu na 400 m przez płotki (53,55 w 1985) oraz 2-krotna rekordzistka świata w sztafecie 4 × 400 m (3:1,.04 w 1982, 3:15,92 w 1984).

## Sukcesy sportowe

### Igrzyska olimpijskie
| Miejsce | Dzień          | Rok  | Miejscowość | Konkurencja        | Czas biegu  | Strata   | Zwycięzca            |
| ------- | -------------- | ---- | ----------- | ------------------ | ----------- | -------- | -------------------- |
| 4.      | 28 września    | 1988 | Seul        | bieg na 400 m ppł  | 53,69 s     | + 0,52 s | Debbie Flintoff-King |
| brąz    | 1 października | 1988 | Seul        | sztafeta 4 x 400 m | 3:18,29 min | + 3,12 s | ZSRR                 |

### Mistrzostwa świata
| Miejsce | Dzień       | Rok  | Miejscowość | Konkurencja        | Czas biegu  | Strata | Zwycięzca             |
| ------- | ----------- | ---- | ----------- | ------------------ | ----------- | ------ | --------------------- |
| 9.      | 9 sierpnia  | 1983 | Helsinki    | bieg na 400 m      | 51,09 s     | -      | Jarmila Kratochvílová |
| złoto   | 14 sierpnia | 1983 | Helsinki    | sztafeta 4 x 400 m | 3:19,73 min | -      | -                     |
| złoto   | 3 września  | 1987 | Rzym        | bieg na 400 m ppł  | 53,62 s     | -      | Olha Bryzhina         |
| złoto   | 6 września  | 1987 | Rzym        | sztafeta 4 x 400 m | 3:18,63 min | -      | -                     |
| 14.     | 27 sierpnia | 1991 | Tokio       | bieg na 400 m ppł  | 55,93 s     | -      | Tatjana Ledowska      |

### Mistrzostwa Europy
| Miejsce | Dzień       | Rok  | Miejscowość | Konkurencja        | Czas biegu  | Strata   | Zwycięzca         |
| ------- | ----------- | ---- | ----------- | ------------------ | ----------- | -------- | ----------------- |
| 4.      | 8 września  | 1982 | Ateny       | bieg na 400 m      | 50,57 s     | + 2,41 s | Marita Koch       |
| złoto   | 11 września | 1982 | Ateny       | sztafeta 4 x 400 m | 3:19,05 min | -        | -                 |
| srebro  | 30 sierpnia | 1986 | Stuttgart   | bieg na 400 m ppł  | 53,60 s     | + 0,28 s | Marina Stiepanowa |
| złoto   | 31 sierpnia | 1986 | Stuttgart   | sztafeta 4 x 400 m | 3:16,87 min | -        | -                 |